# Lofer
Lofer är en köpingskommun  i distriktet Zell am See i förbundslandet Salzburg i Österrike. Den har i öster en kort gräns mot Tyskland. Kommunen har 2 096 invånare (2024) och består av sex orter (Ortschaften) (inom parentes invånarantal 1 januari 2024):
- Au (182)
- Faistau (67)
- Hallenstein (134)
- Lofer (1 235)
- Mayrberg (47)
- Scheffsnoth (431)